# Sinacaban
Sinacaban (Bayan ng Sinacaban) är en kommun i Filippinerna. Kommunen ligger på ön Mindanao, och tillhör provinsen Misamis Occidental. Folkmängden uppgår till 16 030 invånare.

## Barangayer
Sinacaban är indelat i 17 barangayer.
| - Cagay-anon - Camanse - Colupan Alto - Colupan Bajo - Dinas - Estrella - Katipunan - Libertad Alto - Libertad Bajo | - Poblacion - San Isidro Alto - San Isidro Bajo - San Vicente - Señor - Sinonoc - San Lorenzo Ruiz (Sungan) - Tipan |